# Lillyput
Lillyput fue un trío chileno de pop punk, creado después del desvanecimiento de Kudai. La banda sólo lanzó un EP homónimo de cuatro canciones, bajo Vega Management el 1 de abril de 2011.

## Historia
A finales de julio, se creó un "místico" perfil en Facebook, mientras más seguidores tuviese la página se darían los nombres de los miembros. El primer nombre en anunciarse fue Christopher Manhey, el 15 de agosto (22 años, guitarrista, músico de profesión y productor) que ha participado en varios proyectos como SushiFunk, Novo, Fahrenheit, Kudai y Koko Stambuk. El 22 de agosto se conoció al segundo integrante del grupo, Francisco Salas, (chileno, 24 años, baterista y músico). Ha colaborado con Tronic, Francisca Valenzuela, Koko Stambuk, Fahrenheit, Pali, Kudai, entre otros. El 30 de agosto se conoció al tercer integrante del grupo, Pablo Holman, exvocalista de Kudai. 
Dejarte atrás se lanzó como primer single el 18 de agosto, la primera vez que tocaron en vivo fue en los Kids Choice Awards el 4 de septiembre de 2010.
En septiembre se filtraron a la red dos canciones del trío, "Detrás del sol" y "Johnny'". El video oficial de Dejarte atrás fue lanzado el 28 de enero de 2011 en YouTube.
Después de pequeñas apariciones y giras por México, la banda lanzó Lillyput EP el 1 de abril, cuenta con cinco canciones. Desde el 23 al 25 de septiembre, la banda hizo un casting para buscar personas para el nuevo video de Detrás del sol. El video se estrenó el 16 de enero de 2012.
Manhey anunció que se radicó en Nueva York en 2013, participando en producciones musicales. Mientras que Holman ha incursionado en el mundo audiovisual, además de sumarse a la reunión de Kudai en 2016, y a bandas de metal como Entertain The Beast y Astro Rain.

## Miembros
- Pablo Holman − voces, guitarras
- Francisco Salas − batería
- Christopher Manhey − guitarras, coros

## Discografía
- Lillyput EP (2011)

## Videografía
- Dejarte atrás (2011)
- Detrás del sol (2012)